# Myrmilla calva
Myrmilla calva ist ein Hautflügler aus der Familie der Ameisenwespen (Mutillidae). 

## Merkmale
Die Wespen haben eine Körperlänge von 4 bis 10 Millimetern (Weibchen) bzw. 5 bis 9 Millimetern (Männchen). Der Kopf und der Hinterleib der Weibchen ist schwarz, die Fühler und der Thorax sind hellrot, die Beine dunkelbraun. Im südlichen Verbreitungsgebiet sind auch die Beine und der Scheitel rot gefärbt. Die Binden am Ende der ersten drei sowie des sechsten Tergits sind hell behaart. Beim zweiten und dritten Tergit sind sie mittig verbreitert. Das Gesicht ist bullig und nach unten nicht verschmälert. Der Kopf ist nur geringfügig breiter als der Thorax. Das erste Tergit ist basal bei beiden Geschlechtern seitlich mit einem nach oben gerichteten Zahn versehen. Bei den Männchen ist der Kopf, die Unterseite des Thorax und der Hinterleib schwarz. Der dorsale Thorax und die Pleura des Mesonotums sind hellrot. Die Fühler und Beine sind dunkelbraun. Die Tegula sind klein und rundlich. Das zweite Sternit trägt auf der vorderen Hälfte einen mehr oder weniger gut erkennbaren Längsgrat, der ungefähr mittig in einem Zahn oder Höcker mündet. Auch das siebte Sternit trägt basal einen Höcker. 

## Vorkommen und Lebensweise
Die Art ist in Mittel- und Südeuropa verbreitet. Die Tiere fliegen von Ende April bis Ende Oktober. Die Larven sind Parasitoide an Bienen der Gattungen Halictus und Lasioglossum.

## Belege
F. Amiet: Fauna Helvetica 23: Vespoidea 1. Centre Suisse de Cartographie de la Faune, 2008, ISBN 978-2-88414-035-5.